# París-Tours 1956
La París-Tours 1956 fue la 50.ª edición de la clásica París-Tours. Se disputó el 7 de octubre de 1956 y el vencedor final fue el francés Albert Bouvet del equipo Mercier-Hutchinson-BP, que se impuso al sprint. 

## Clasificación general[3]
|    | Ciclista         | Equipo                | Tiempo     |
| -- | ---------------- | --------------------- | ---------- |
| 1  | Albert Bouvet    | Mercier-Hutchinson-BP | 6h 08' 43" |
| 2  | Julien Schepens  | Mercier-Hutchinson-BP | m.t.       |
| 3  | Louison Bobet    | Bobet-BP-Hutchinson   | m.t.       |
| 4  | Alfred De Bruyne | Mercier-Hutchinson-BP | m.t.       |
| 5  | Albert Dolhats   | Rochet                | m.t.       |
| 6  | Miguel Poblet    | Splendid              | m.t.       |
| 7  | Edgard Sorgeloos | Elve-Peugeot          | m.t.       |
| 8  | Joseph Groussard | Essor                 | m.t.       |
| 9  | Michel Van Aerde | Mercier-Hutchinson-BP | m.t.       |
| 10 | Henri Denys      | Bertin                | m.t.       |